# Golgo 13
Golgo 13 is een Japanse strip getekend en geschreven door Takao Saito. Deze manga verscheen voor het eerst in 1968 in het tijdschrift Big Comic. Golgo 13 is de oudste manga die vandaag nog steeds uitgegeven wordt en is een van de meest verkochte stripreeksen in Japan. De strip werd ook vertaald naar verschillende media (film, animatiefilm, game).
Golgo 13 is de codenaam van het titelpersonage, een zwijgzame, cynische misdadiger die zijn diensten verkoopt aan de meestbiedende. Hij is een scherpschutter die gekleed gaat in een maatpak. De strip is getekend in een sobere stijl, met lange sequenties zonder dialogen en is bij momenten erg gewelddadig.